# Emphysomera pseudodravidicus
Emphysomera pseudodravidicus là một loài ruồi trong họ Asilidae. Emphysomera pseudodravidicus được Joseph & Parui miêu tả năm 1983.